# Плосково (Ермаковское сельское поселение)
Плосково — деревня в Пошехонском районе Ярославской области России. Входит в состав Ермаковского сельского поселения.

## География
Деревня находится в северной части области, в подзоне южной тайги, при автодороге 78К-0004, на расстоянии примерно 13 километров (по прямой) к западу от города Пошехонье, административного центра района. Абсолютная высота — 118 метров над уровнем моря.

### Климат
Климат характеризуется как умеренно континентальный, с продолжительной холодной зимой и коротким умеренно тёплым летом. Среднегодовая температура воздуха — 2,9 — 3,5 °C. Годовое количество атмосферных осадков — 500—750 мм, из которых большая часть выпадает в тёплый период. Преобладающее направление ветра юго-западное.

### Часовой пояс
Плосково, как и вся Ярославская область, находится в часовой зоне МСК (московское время). Смещение применяемого времени относительно UTC составляет +3:00.

## Население
| 2007 | 2010 |
| ---- | ---- |
| 42   | ↘34  |

### Национальный состав
Согласно результатам переписи 2002 года, в национальной структуре населения русские составляли 100 % из 19 чел.

## Инфраструктура
Фельдшерско-акушерский пункт (филиал Пошехонской центральной районной больницы).

## Общественный транспорт
Плосково обслуживается пригородным автобусным маршрутом № 119 Пошехонье — Зинкино, междугородними маршрутами №№ 5930 Череповец — Рыбинск, 6794 Череповец — Иваново.